# X-бозон
В физике термин X-бозон используется в различных контекстах:
- В физике элементарных частиц X-бозон — новая элементарная частица, аналогичная W- и Z-бозонам, которая отвечает за новый тип взаимодействия, такого, как взаимодействия, предсказанные теорией великого объединения. X-бозоны переносят взаимодействия, превращающие кварки в лептоны и наоборот, что предполагает существование такого процесса, как распад протона. Электрический заряд X-бозона составляет +(4/3)e. Он, как и кварки, имеет три цвета. Пример процесса с участием X-бозона:

{\displaystyle u+u\rightarrow X\rightarrow e^{+}+{\bar {d}}}
В результате этого процесса два u-кварка превращаются в d-антикварк и позитрон. Также к кварк-лептонным взаимодействиям относится другая новая частица — Y-бозон.
- В физике конденсированных сред метод X-бозона относится к обработке системы конденсированных сред с помощью операторов Хаббарда, выражающих все локальные корреляции системы.